# Огоньок (Шадрінський район)
Огоньо́к (рос. Огонёк) — присілок у складі Шадрінського району Курганської області, Росія. Входить до складу Ільтяковської сільської ради.
Населення — 15 осіб (2010, 20 у 2002).
Національний склад станом на 2002 рік: росіяни — 95 %.